# Grajska kapela, Ljubljana
Grajska gotska kapela sv. Jurija, eden najstarejših ohranjenih delov Ljubljanskega gradu, ki se nahaja v jugozahodnem traktu v sklopu razglednega stolpa. Kapela je posvečena sv. Juriju, zavetniku mesta Ljubljane. Kapela je podružnica Župnije Ljubljana - Sveti Jakob.

## Zgodovina
Kapela se prvič omenja v letu 1489, ko je cesar Friderika III. Habsburški zagotovil vsakodnevno mašo.
Prezidavo je doživela v baročnem stilu, verjetno leta 1747, ko so jo preobokali in poslikali z grbi. Kasneje so jo večkrat predelali. Večje posege so opravili leta 1849, nakar je leta 1895 kapelo dodatno poškodoval Ljubljanski potres. Konec 20. stoletja je kapela doživela temeljito obnovo.

## Kulturna dediščina
Kapelo sv. Jurija odlikujejo gotski višinski proporci in slikovite poslikave notranjosti, ki predstavljajo svojevrstno posebnost. Notranjost je v nasprotju z običaji, namesto z religioznimi motivi okrašena s simboli kranjskih deželnih glavarjev. Od njihove prve poslikave leta 1747 so sledile številne obnove poslikav, kar je prineslo razlike od prvotne poslikave in nekatere vsebinske napake. Podlaga za poslikavo naj bi bil opis deželnih vladarjev Valvasorjeva Slava vojvodine Kranjske.
Grbe v kapeli lahko opredelimo v treh skupinah:
- grbi šestdesetih kranjskih deželnih glavarjev
- grbi petih avstrijskih vladarjev: nadvojvode Karla in žene bavarske vojvodinje Marije, Marije Terezije in cesarja Jožefa II. ter cesarja Karla VI.
- grbi Kranjske, Istre ter Slovenske marke.[3]

Obnovo oziroma restavratorske posege sta opravila oziroma vodila:
- Matej Sternen, slikar (obnova v letu 1915)
- Lidija Avbelj, restavratorka (obnova v osemdesetih letih 20. stoletja)

Pomen kapele
Kapela sv. Jurija na Ljubljanskem gradu je edini večji arhitekturni spomenik v Sloveniji, ki je poslikan z deželnimi grbi. Še posebej je zanimiva, ker gre za sakralni objekt, poslikan s posvetnimi motivi - grbi. Kot taka je pomemben heraldični spomenik na Slovenskem, ki lepo izkazuje bogato dediščino domače heraldike. Poslikava je sestavljena iz šestdeset grbov kranjskih deželnih glavarjev, petih avstrijskih vladarjev, grbi vojvodine Kranjske ter njene mejne grofije Istre in gospostva Slovenske krajine.  
Povzeto po: http://www.ljubljanskigrad.si/sl/dogodki/2012/april/skrivnost-heraldike-in-grbov-v-kapeli-sv-jurija-na-ljubljanskem-gradu/